# Boek 10 Burgerlijk Wetboek (Nederland)
Sinds 1 januari 2012 zijn de Nederlandse regels van het internationaal privaatrecht te vinden in Boek 10 van het Burgerlijk Wetboek. Het betreft alleen de regels van het zogenoemd ‘conflictenrecht’ of ‘verwijzingsrecht’ die bepalen of de rechtsregels van het ene dan wel het andere land van toepassing zijn op een internationale rechtsverhouding. Voor de inwerkingtreding van Boek 10 BW waren deze regels opgenomen in 16 afzonderlijke wetten voor verschillende deelterreinen, zoals personen- en familierecht, onrechtmatige daad en rechtspersonen.
De onderwerpen van Boek 10 BW zijn veelal ook geregeld in Europees verband en in verdragen waarbij Nederland partij is, zoals de verdragen van de Haagse Conferentie voor Internationaal Privaatrecht.  Deze  internationale regelingen gaan voor op de nationale regels van het internationaal privaatrecht en dus komen de regels van Boek 10 BW pas in beeld als de Europese regelingen of internationale verdragen niet toegepast kunnen worden, bijvoorbeeld omdat de bij het probleem betrokken landen geen deel uitmaken van de Europese Unie respectievelijk geen partij zijn bij een relevant verdrag. Dit volgt onder meer uit het eerste artikel van Boek 10 BW.
Boek 10 BW regelt niet alle onderwerpen die tot het Nederlandse internationaal privaatrecht kunnen worden gerekend. Boek 10 BW bevat immers alleen regels van het conflictenrecht en beperkt zich bovendien tot onderwerpen die in het Burgerlijk Wetboek zijn geregeld. In de eerste titel van Boek 10 BW zijn algemene bepalingen van het conflictenrecht te vinden die gelden voor alle onderwerpen van het nationaal conflictenrecht. Bovendien zijn een aantal van deze algemene bepalingen beginselen van het internationaal privaatrecht die relevant zijn voor het conflictenrecht in algemene zin. Regels  van procesrechtelijke aard, zoals de internationale bevoegdheid van de Nederlandse rechter, zijn opgenomen in artikel 1 t/m 14 van het Wetboek van Burgerlijke Rechtsvordering. Daarentegen zijn de regels voor erkenning en tenuitvoerlegging van buitenlandse rechterlijke uitspraken voor bepaalde onderwerpen wel opgenomen in Boek 10 BW, hoewel dit strikt genomen onderdeel is van het procesrecht.
Er is geen aparte BES-versie van boek 10.